# Trachelas sylvae
Trachelas sylvae is een spinnensoort uit de familie van de Trachelidae.
De wetenschappelijke naam van de soort werd in 1949 gepubliceerd door Lodovico di Caporiacco.